# サイカス・エア
サイカス・エア（Saicus Air）は、スペインの航空会社。スペインを中心に運行していた。

## 歴史
2009年2月　Flyantに関する新商標となり、会社がトラック運送業者New Iberitalに売却された後に、2009年の春に単一のB737-400F貨物仕様で運転を再開するのを計画している事を発表。
2010年8月　 B737-300F貨物仕様で貨物事業を再開。My WINGS（Friedrichshafen）に代わっての運営する予定になっているPronairのMcDonnell-Douglas MD-87を賃貸した。
2010年12月　再びすべての操業を停止。

## 特徴
2010年12月の中断前、貨物チャーターでのB737-300Fの貨物仕様と乗客チャーターのただ一つのMD-87で運行していた。